# Groß Aschen
Groß Aschen ist ein Ortsteil der Stadt Melle im Landkreis Osnabrück in Niedersachsen. Der Ort bildete bis 1970 eine Gemeinde im damaligen Landkreis Melle und gehört heute zum Meller Stadtteil Riemsloh.

## Geographie
Groß Aschen ist der östlichste Ortsteil von Melle. In der Mitte des Ortsteils liegt das Dorf Groß Aschen; die restliche Fläche des Ortsteils wird landwirtschaftlich genutzt. Die Warmenau bildet im Osten die Grenze zu Nordrhein-Westfalen. Dort findet sich mit dem Dorf Klein-Aschen das Gegenstück zu Groß Aschen, das zusammen mit dem Ort Hücker den benachbarten Spenger Ortsteil Hücker-Aschen bildet.

## Geschichte
Groß Aschen gehörte bis zu den Napoleonischen Kriegen zum Amt Grönenberg des Hochstifts Osnabrück. Von 1807 bis 1810 gehörte Groß Aschen zum Kanton Neuenkirchen des napoleonischen Satellitenstaats Königreich Westphalen. Von 1811 bis 1813 gehörte der Ort unmittelbar zu Frankreich und dort zur Mairie Riemsloh im Arrondissement Osnabrück des Departements der Oberen Ems. 1814 kam Groß Aschen zum Königreich Hannover und bildete dort eine Gemeinde im Amt Grönenberg. 1867 fiel Groß Aschen mit dem gesamten Königreich Hannover an Preußen und seit 1885 gehörte die Gemeinde zum Landkreis Melle. Innerhalb des Landkreises Melle gehörte die Gemeinde zur Samtgemeinde Riemsloh-Hoyel. Am 1. Januar 1970 wurde Groß Aschen in der ersten Phase der Gebietsreform in Niedersachsen in die Gemeinde Riemsloh eingegliedert. Diese wiederum wurde am 1. Juli 1972 Teil der Stadt Melle.

## Einwohnerentwicklung

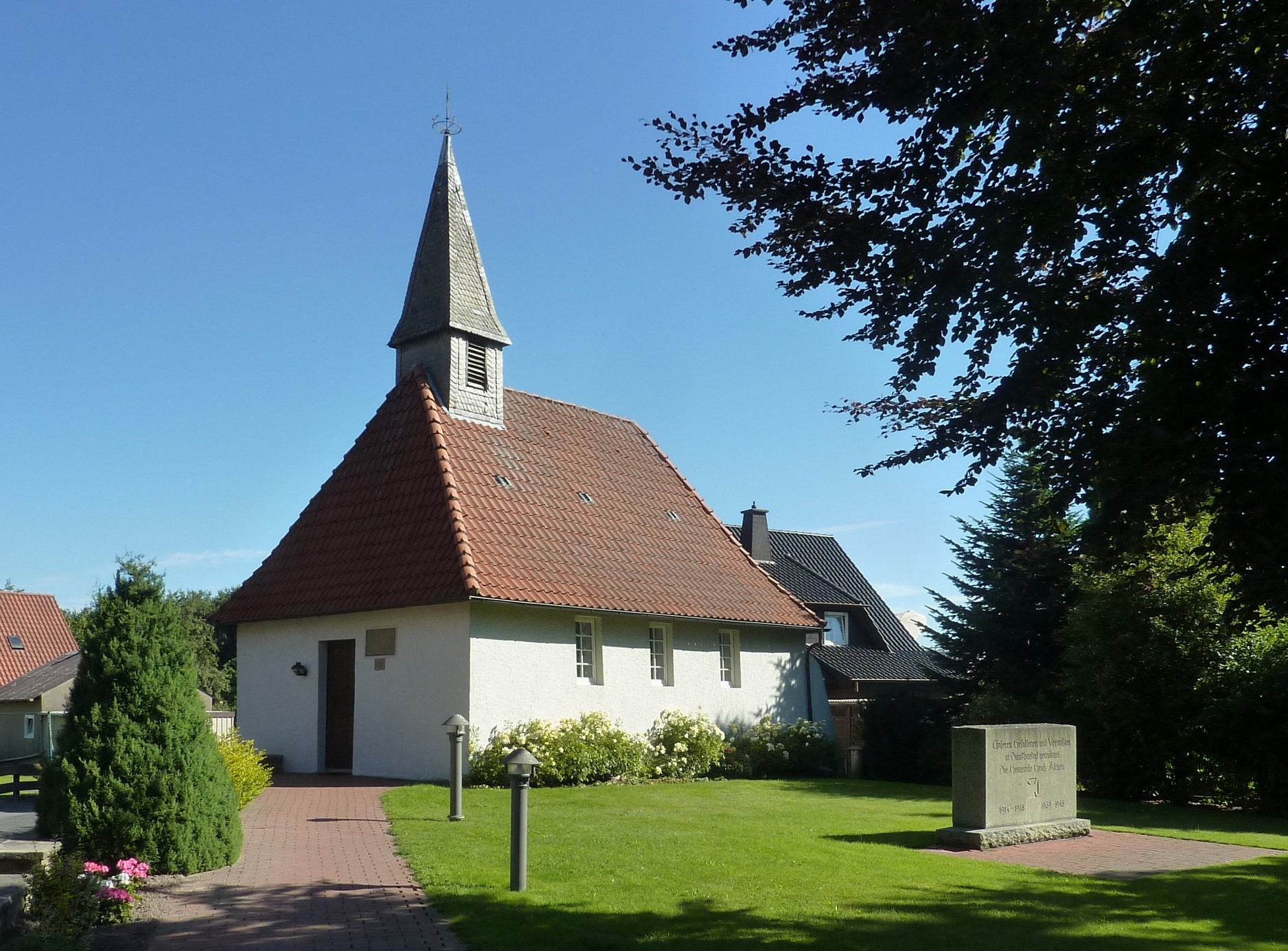
Die Kapelle Groß Aschen

| Jahr | Einwohner | Quelle |
| ---- | --------- | ------ |
| 1845 | 509       | [ 2 ]  |
| 1871 | 388       | [ 3 ]  |
| 1910 | 388       | [ 4 ]  |
| 1939 | 328       | [ 5 ]  |
| 1950 | 514       | [ 6 ]  |
| 1961 | 420       | [ 6 ]  |

## Baudenkmale
In Groß Aschen sind mehrere Bauwerke denkmalgeschützt:
- Die ehemalige Schule, Groß-Aschen 61
- Die 1697 erbaute Kapelle, Groß-Aschen 79
- Der Hof Eggermann, Groß-Aschen 88
- Das Hofgebäude Balgerbrück 1

## Öffentliche Einrichtungen
Groß Aschen besitzt eine Ortsfeuerwehr mit einem eigenen Gerätehaus.